# Akile Hatun
Akile Hatun, död efter 1627, var en osmansk sultanhustru, gift med den osmanska sultanen Osman II.
Hon var dotter till den muslimske domaren och hovfunktionären Hocazade Esad Efendi. Äktenskapet med sultanen 1622 tilldrog sig stor uppmärksamhet under samtiden: sultaner brukade inte gifta sig alls, och när så skedde gifte de sig med någon av sina slavkonkubiner, inte med fria muslimska kvinnor. Hennes närvaro i det kejserliga haremet störde därför hela dess organisation och hierarki och var ett brott mot tradition och sed. Äktenskapet varade bara en kort tid före sultanens död samma år. Hon gifte sedan om sig med poeten Ganizade Nadiri Efendi, och blev därmed även där ett undantag från övriga sultangemåler, som inte gifte om sig som änkor. 